# Tipula religiosa
Tipula religiosa är en tvåvingeart som beskrevs av Alexander 1946. Tipula religiosa ingår i släktet Tipula och familjen storharkrankar. Inga underarter finns listade i Catalogue of Life.